# アキナジスタ
アキナジスタ株式会社（英: Akinasista Corporation.）は、かつて存在した日本の企業。東京都千代田区に本社を置き、インターネット広告の代理サービスと企業のウェブサイト構築を行っていた。

## 概要
生活関連情報サイトを運営して広告を販売していた。延べ300万人以上の会員情報と「ミツカルサイト」、美容情報「Japanese Beauty」、株式・資産運用情報「Kabuoon」、ゲーム「当たる!?くじ懸賞ボンバー」﹙2010年3月撤退﹚、メール配信「当たる!?くじメール」﹙2009年5月撤退﹚などのウェブサイトを運営していたほか、「brava」で輸入家具を販売したが2007年7月に撤退し、アドネットワーク「MAIST」を運営していた。
新型コロナウイルス流行の影響でインターネット広告の出稿量が減少して早期の黒字化が見込めず、2020年6月26日の株主総会で解散を決議して清算を開始。2021年5月28日に清算が結了した。

## 沿革
- 2000年（平成12年）7月 - インターネットの情報提供サービス事業を目的として東京都渋谷区恵比寿南に株式会社イージーユーズを設立する。
- 2002年（平成14年）3月 - 本店を東京都港区麻布台に移転する。
- 2004年（平成16年）10月 - 本店を東京都中央区日本橋本町に移転する。
- 2006年（平成18年）8月18日 - 札幌証券取引所アンビシャスに上場[3]する。
- 2009年（平成21年）4月1日 - 株式会社モバイル・アフィリエイトを吸収合併し、株式会社SEメディアパートナーズに社名を変更する[4]。
- 2010年（平成22年）7月 - アキナジスタ株式会社に社名を変更[5]する。
- 2012年（平成24年）4月25日 - 第三者割当増資を実施してFC2 Investment, LLCが筆頭株主[6][7]となる。
- 2013年（平成25年）8月11日 - 上場を廃止[8]する。最終売買日となった8月9日の終値は6,500円だった[9]。
- 2015年（平成27年）1月26日 - 本店を東京都千代田台町九段北に移転する。
- 2017年（平成29年）3月24日  - 新株予約権が行使されてFC2 Investment,LLC.の子会社になる。
- 2020年（令和2年）6月26日  - 株主総会で解散を決議して清算を開始する。
- 2021年（令和3年）1月28日 - 解散を決定。メディア部門のみ別法人化し、アシスト合同会社とし事業縮小の形をとり存続